# Racibórz Lokomotywownia
Racibórz Lokomotywownia – nieczynny przystanek kolejowy położony na trasie kolejowej między stacją Raciborzem a Raciborzem Studzienną posiadający jeden peron na poszerzonym nasypie kolejowym.

## Informacje
Przystanek położony między Raciborzem, a Raciborzem Studzienną nie posiadał bezpośredniego powiązania torowego z lokomotywownią, a służył tylko do dojazdu pracowników pobliskich zakładów. Obecnie, jako że na linii kolejowej biegnącej przez stację nie odbywa się ruch pasażerski, stacja jest zamknięta.